# Kdo chce zabít Jessii?
Kdo chce zabít Jessii je česká filmová komedie z roku 1966. Natočil ji Václav Vorlíček podle scénáře Miloše Macourka, děj doprovázejí ilustrace Káji Saudka.
Zajímavostí je to, že komiksové postavy ve filmu i v reálném světě komunikují pomocí bublin s nápisy.

## Děj
Inženýr Jindřich Beránek pracuje jako vývojář ve firmě Elektrojeřáby a jeho panovačná a energická manželka Růžena pracuje ve výzkumném ústavu. Docentka Beránková vynalezla preparát, který odstraňuje nepříjemné sny. To demonstruje na konferenci, kde odstraní pokusné krávě nepříjemný sen o ovádech. To, že se ovádi po odstranění ze snu objevili v posluchárně, však unikne její pozornosti. Jindřich Beránek mezitím najde list kresleného seriálu, v němž lepá hrdinka Jessie uniká pronásledovatelům pomocí antigravitačních rukavic. To jej vede k nápadu něco podobného sestrojit.
V noci se Jindřichovi zdá sen, v němž zachraňuje komiksovou hrdinku. Jeho manželka pomocí svých přístrojů zjistí, co se mu zdá a použije na něj svůj preparát. Ráno se pak v bytě Beránkových zhmotní jak Jessie, tak její pronásledovatelé - Superman a Pistolník. Poté, co zdemolují byt, proběhne honička, která pokračuje až na Jindřichovo pracoviště. Tam jsou všichni dopadeni a zadrženi policií.
Proběhne soud ve stylu monstrprocesů, kde je Beránek odsouzen na tři dny vězení. Jeho žena (která k Jindřichově odsouzení nekompromisně přispěla) je pověřena snové postavy zlikvidovat. Nepodaří se je však ani roztrhnout pomocí nákladních automobilů, ani spálit v krematoriu. Naopak - v peci krematoria se přepálí provaz a umělé postavy unikají. Jessie pomůže Beránkovi vylepšit rukavice a spolu s Pistolníkem nastoupí v jeho vývojovém oddělení. Beránková mezitím najde v Supermanovi svůj idol. Ten se pokusí před ní uprchnout pomocí jejího nového preparátu do psích snů, ale Beránková jej tam následuje. Na závěr začne Jessie láskyplně komandovat Beránka stejně, jako jeho žena.

## Obsazení
- Dana Medřická - doc. Růžena Beránková
- Jiří Sovák - Ing. Jindřich Beránek
- Olga Schoberová - Jessie
- Juraj Višný - Superman
- Karel Effa - pistolník
- Vladimír Menšík - zřízenec Kolbaba
- Jan Libíček - dozorce